# Lawe Tua Gab
Lawe Tua Gab is een bestuurslaag in het regentschap Aceh Tenggara van de provincie Atjeh, Indonesië. Lawe Tua Gab telt 433 inwoners (volkstelling 2010).